# Plataplochilus cabindae
Plataplochilus cabindae är en fiskart som först beskrevs av Boulenger, 1911.  Plataplochilus cabindae ingår i släktet Plataplochilus och familjen Poeciliidae. IUCN kategoriserar arten globalt som livskraftig. Inga underarter finns listade i Catalogue of Life.